# (255308) Christianzuber
(255308) Christianzuber est un astéroïde de la ceinture principale.

## Description
(255308) Christianzuber est un astéroïde de la ceinture principale. Il fut découvert par Jean-Claude Merlin le 20 novembre 2005 à Nogales. Il présente une orbite caractérisée par un demi-grand axe de 3,06 UA, une excentricité de 0,162 et une inclinaison de 1° par rapport à l'écliptique.
Il fut nommé en hommage à Christian Zuber (1930-2005), journaliste, réalisateur de documentaires animaliers, producteur de la série TV Caméra au poing.

## Compléments